# Sepik
El Sepik és el riu més llarg de l'illa de Nova Guinea, i després dels rius Fly i Mamberano el tercer de més cabal. La major part del curs del riu és a les províncies de Papua Nova Guinea de Sandaun i East Sepik, amb una petita part a Indonèsia en la província de Papua d'Indonèsia. El Sepik és un dels grans sistemes fluvials del món dins de la seva conca hi ha aiguamolls, selva plujosa tropical, i muntanyes. Biològicament és segurament un dels sistemes fluvials sense contaminar més grans dins la regió asiàtica del Pacífic. Els altres rius del món sense embassaments són el Fly, el Mamberano, i el Petxora a Rússia. El riu s'origina a la Serralada Victor Emanuel als altiplans centrals de Papua Nova Guinea. Des de la muntanya prop de Telefomin, viatja cap al nord-oest i deixa abruptament les muntanyes prop de Yapsei. Des d'aquí flueix cap a la Papua d'Indonèsia i després gira al nord-est entrant en la Gran Depressió de Papua Nova Guinea. Rep molts afluents de les Muntanyes Bewani i les Muntanyes Torricelli al nord i de la Serralada Central de Papua Nova Guinea al sud.
El seu curs és serpentejant fins a arribar a desembocar al Mar de Bismarck. No fa un delta. És navegable en gran part del seu curs.
La seva llargada és de 1.126 km i la seva conca de drenatge és de 80.000 km²